# Jorge Maria Stenz
Georg Maria Stenz ( chinês: 薛田资, pinyin: Xuē Tiánzī , 22 de novembro de 1869 - 23 de abril de 1928 ) foi um missionário católico da Sociedade do Verbo Divino em Shandong durante o período de 1893 a 1927. Ele esteve envolvido em dois grandes incidentes em que a força foi usada contra missionários católicos em Shandong, o incidente de Juye e o incidente de Jietou . O incidente de Juye (1897) foi um ataque à estação missionária de Stenz na vila de Zhang Jia, no qual dois missionários alemães foram mortos. Stenz, que era o provável alvo do ataque, conseguiu se esconder e escapou ileso. O incidente foi usado pelo Império Alemão para justificar a ocupação de Qingdao . No incidente de Jietou, Stenz e um grupo de cristãos chineses foram maltratados e mantidos prisioneiros na vila de Jietou ( em Chinês, Rizhao) por três dias (8–11 de novembro de 1898), resultando em intervenção militar alemã e pedidos de indenização.